# Condado de Colleton
O Condado de Colleton é um dos 46 condados do Estado americano da Carolina do Sul. A sede do condado é Walterboro, e sua maior cidade é Walterboro. O condado possui uma área de 2 935 km² (dos quais 199 km² estão cobertos por água), uma população de 38 264 habitantes, e uma densidade populacional de 14 hab/km² (segundo o censo nacional de 2000). O condado foi fundado em 1798.